# اد بندیکت
اد بندیکت (انگلیسی: Ed Benedict؛ ۲۳ اوت ۱۹۱۲ – ۲۸ اوت ۲۰۰۶) یک پویانما اهل ایالات متحده آمریکا بود.